# René Hausman
René Hausman (Verviers, 21 de febrero de 1936-ibidem, 28 de abril de 2016) fue un humorista gráfico e ilustrador belga.
Participó con su amigo Pierre Dubois en varias obras con las ilustraciones como Laïyna, El Gran Fabulario de la gente pequeña (Grand Fabulaire du Petit Peuple) y la L'Elféméride.
Los principales temas de las obras de René Hausman son la naturaleza y el mundo legendario, los dos temas que más le apasionaban.
De 1959 a 1973, bajo los títulos de Bestiario, La naturaleza u otros sin título, centenas de animales fueron estudiados por las obras de Hausman. En el periódico Le Journal de Spirou, René Hausman ilustra también noticias, fichas pedagógicas, suplementos, cuentos. Desde los años 1960, René Hausman fue el ilustrador animalista oficial del periódico Spirou.
René Hausman fue un ilustrador reputado por sus dibujos de hadas y otros seres imaginarios, también fue autor de cómics.
Fue el ilustrador junto a Pierre Dubois, Cenvint y Mako del libro escrito por Dubois de inspiración anarquista Chroniques du Nord Sauvage y fue miembro del periódico contrainformativo influenciado por Mayo del 68 Le Clampin Libéré.
En 1983 firmó el Manifiesto por la cultura de Valonia.
En 1998 obtuvo, por el conjunto de su obra, el premio «Grand Boum-Caisse d'Epargne».
En 2008 creó una pequeña editorial llamada Luzabelle.
El 22 de septiembre de 2012, la Escuela Fundamental Autónoma de la Comunidad francesa de Heusy hace un cambio de nombre , nominándola la Escuela Fundamental René Hausman.